# Eremiaphila khamsini
Eremiaphila khamsini är en bönsyrseart som beskrevs av Lefebvre 1835. Eremiaphila khamsini ingår i släktet Eremiaphila och familjen Eremiaphilidae. Inga underarter finns listade i Catalogue of Life.